# Fazıl Küçük
Fazıl Küçük fue un médico y político nacido en Chipre en 1906 y fallecido en Londres en 1984 que llegó a desempeñarse como primer vicepresidente de la República de Chipre y como líder de la comunidad turcochipriota en momentos de un fuerte conflicto intercomunal con los grecochipriotas.

## Educación
Nació en Ortaköy el 14 de marzo de 1906. Realizó la Educación Primaria y parte de la Secundaria en Nicosia, terminándola en Estambul. En Turquía cursó el primer año de Medicina, carrera que finalizó en la Universidad de Lausana, en Francia. Regresó a Chipre en 1937.

## Actividad pública
- En 1942 fundó el periódico Halkin Sesi (Voz del Pueblo).[1]

- El 21 de marzo de 1943, fue elegido miembro de la Asamblea del Municipio de Nicosia, la cual integró por seis años. El 18 del mes siguiente, fue uno de los fundadores de la Institución de la Minoría Turca de la Isla de Chipre (KATAK).[2]

- El 23 de abril de 1944 fundó el Partido Popular Nacional Turcochipriota (KMTHP), con una plataforma contraria a la Enosis - unión de Chipre con Grecia. El 23 de octubre de 1949, el KATAK y el KMTHP se fusionaron en el Partido Turco de Unión Nacional de Chipre.[2]

- Con el comienzo de la lucha de la EOKA, el 1 de abril de 1955 formó la Organización de Resistencia Turca de Chipre para enfrentarse a los grecochipriotas. En septiembre de ese mismo año la organización fue disuelta tras la fundación de la organización Volkan.[2]

- En 1959 participó por la parte turcochipriota en las negociaciones que finalizarán con los acuerdos de Zürich. El 3 de diciembre de ese año fue elegido vicepresidente de Chipre, cargo que le correspondía a la comunidad turcochipriota. En 1964, motivado por los enfrentamientos de la denominada “navidad sangrienta”, encabeza el Comité General para afrontar la crisis.[2]

- Debido a los enfrentamientos intercomunales en el enclave de Kofinou – Ayios Theodoros en el año 1967, el 27 de diciembre de 1967 pasó a encabezar la Administración Provisional Turcochipriota.[2]

- El 18 de febrero de 1973 entregó el cargo de vicepresidente a Rauf Denktash.[2]

- El desarrollo de la política posterior a 1974 no encontró su total aprobación. Desde su periódico Halkin Sesi denunció abiertamente la política de Denktash, especialmente la relacionada con la inmigración forzada. Antes de morir se reconciliaría con su sucesor. El 15 de noviembre de 1983, fecha de la proclamación de la República Turca del Norte de Chipre, manifestó que se sentía renacer.[3]

## Fallecimiento
Küçük murió a los 78 años en el Westminster Hospital de Londres el 11 de enero de 1984. Fue enterrado en Hamid Mandres (Hamitköy), municipio próximo a Nicosia.